# Злодій (етика)
Злодій, злочинець — людина, що чинить злодіяння, злочини в тій чи іншій системі цінностей чи законів, зокрема людина, що чинить злодіяння з погляду іншої людини, групи людей, людства в цілому тощо. Протилежністю злодія є добродій.
Поділ людських вчинків на добрі і злі, схвалення одних й осуд інших відігравали, відіграють і відіграватимуть важливе значення в житті людства. 
Природа людини, наявність у неї свободи вибору, суперечливий характер соціального буття призводять до того, що та ж сама людина здатна робити як добрі, так і злі вчинки, бувши добродієм в очах одних і злодієм в очах інших.